# Stamford Brook (metrostation)
Stamford Brook is een station van de metro van Londen aan de District Line. Het metrostation, dat in 1873 is geopend, ligt in de wijk Chiswick.

## Geschiedenis
De lijn door Stamford Brook werd op 1 januari 1869 geopend door de London and South Western Railway (L&SWR) als een nieuwe zijlijn naar Richmond. De tak werd gebouwd tussen de West London Joint Railway ten noorden van station Addison Road, het latere Kensington (Olympia) en de North London Railway bij Gunnersbury. Deze lijn liep door Shepherd's Bush en Hammersmith (Grove Road) via een op 3 juni 1916 gesloten verbindingsboog bocht naar het westen. Aanvankelijk was Turnham Green het eerste station ten westen van Hammersmith.
Vanaf de opening werden naast de L&SWR een aantal diensten over de route naar Richmond uitgevoerd, zoals:
District Railway (DR), de latere District Line, vanaf 1 juni 1877
Great Western Railway, kort in 1870 en van 1894 tot 1910
Metropolitan Railway (MR), de latere Metropolitan Line, van 1877 tot 1906
Op 1 februari 1912 werd het station ingevoegd in de lijn, destijds waren alleen L & SWR en de DR nog actief op de lijn en op 3 juni 1916 schrapte de L & SWR haar treinen zodat de DR als enige vervoerder overbleef.
In het begin van de jaren dertig van de 20e eeuw begon de London Electric Railway, voorloper van de London Underground en eigenaar van de District- en Piccadilly Line, met de reconstructie van de sporen tussen Hammersmith en Acton Town om de Piccadilly-lijn te kunnen verlengen van Hammersmith naar Uxbridge en Hounslow West. De binnenste sporen van Ravenscourt Park werden toegewezen aan de Piccadilly Line die als sneldienst tussen de stopmetro's van de District Line op de buitenste sporen ging rijden. De verlenging van de Piccadilly Line door Ravenscourt Park werd op 4 juli 1932 in gebruik genomen. Oorspronkelijk had het station een eilandperron voor de District Line waarvan de kanten elk een richting bedienden. De komst van de Piccadilly Line betekende dat er bij Stamford Brook vier sporen kwamen. Aan de noordkant van het eilandperron kwamen twee nieuwe sporen waarvan alleen het noordelijkste langs een zijperron kwam. Daarom is er een eilandperron en een zijperron met drie perronsporen, het spoor voor de Piccadilly Line oostwaarts heeft geen perron.

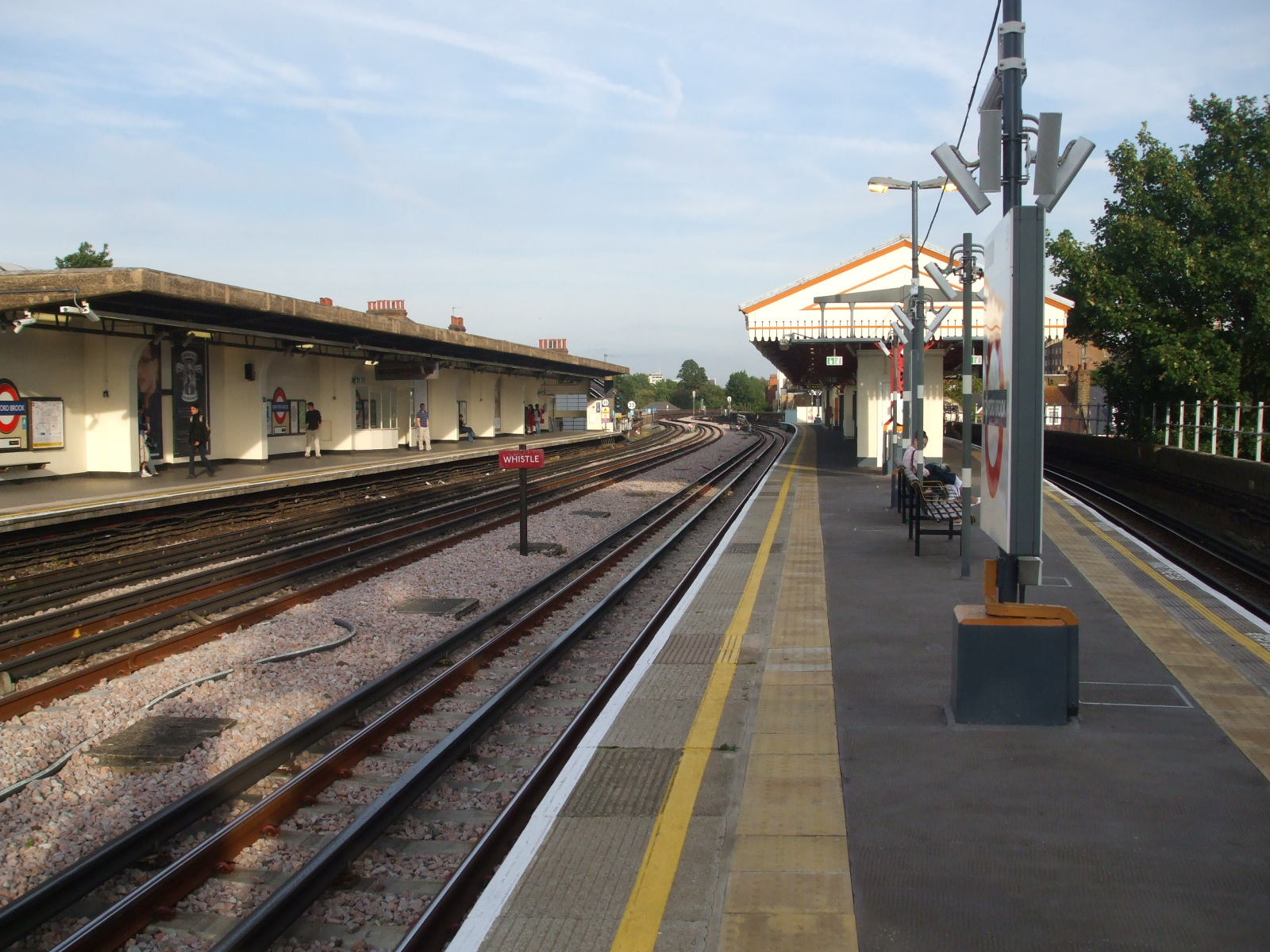
Een blik naar het oosten, links het perron uit 1931, rechts het eilandperron uit 1912
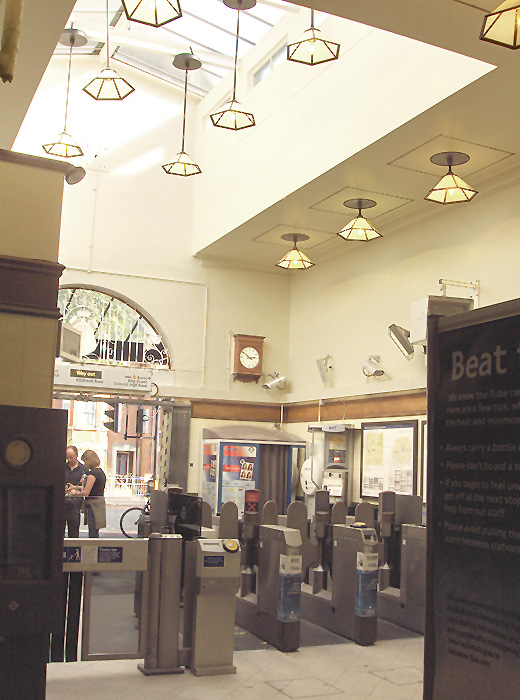
De stationshal
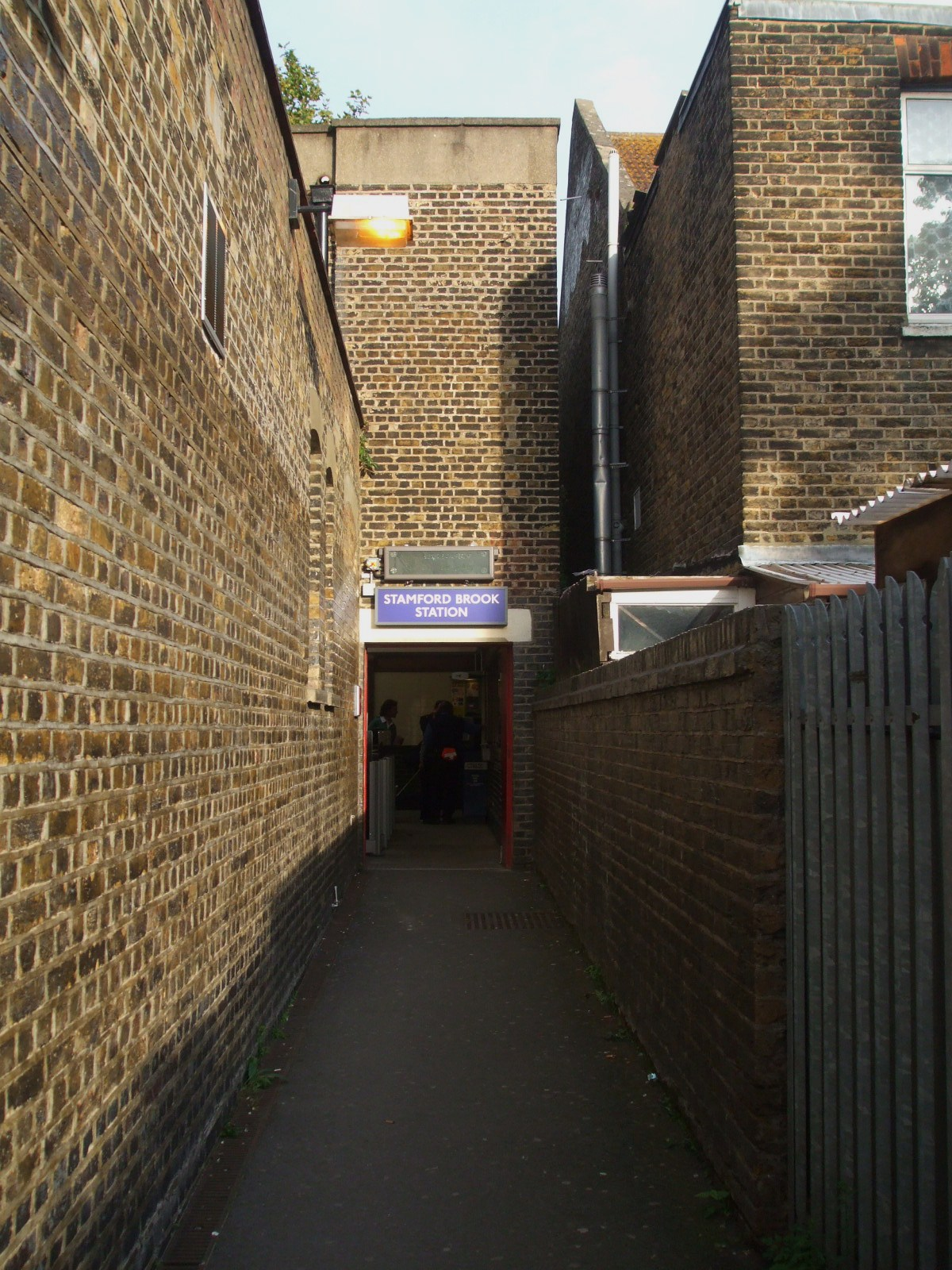
De achteringang

## Ligging en inrichting
De hoofdingang bevindt zich aan Goldhawk Road ( A402 ) met een achteringang aan Prebend Gardens. Het station ontleent zijn naam aan Stamford Brook, een zijrivier van de Theems die overwegend overkluisd is. De Piccadilly Line gebruikt de binnenste sporen, maar stopt hier slechts bij uitzondering.
Op 5 januari 1964 werd het station, als eerste op het Londense metronet, voor ongeveer £ 1000 voorzien van toegangspoortjes. Het apparaat voor het controleren van tickets zelf was simplistisch, het scande optisch een gedrukte ternaire code op elk ticket om de geldigheid te controleren en kon hoogstens 30 kaartjes per minuut afhandelen. Desalniettemin werd het apparaat gezien als een grote verbetering ten opzichte van bemande doorgangen waar het personeel de kaartjes controleerde, en het experiment werd uitgebreid naar de andere stations, Chiswick Park en Ravenscourt Park, in de buurt.

## Fotoarchief
- Het eilandperron in 1926, tijdens de bouw van de extra sporen
- De stationshal in 1928
- Een blik naar het westen vanaf het zijperron in 1933
- De hoofdingang in 1934
- De achteringang in 1937